# Temporada da NBA de 2006–07
A temporada 2006-2007 da NBA foi a 61ª temporada da National Basketball Association e teve o San Antonio Spurs como campeão.  A 1ª fase iniciou-se em 31 de Outubro de 2006 e seguiu até 18 de Abril de 2007. A Liga conta com 30 equipes, separadas por duas conferências e 6 divisões.  Após a temporada regular foram disputados os playoffs, a partir de 21 de Abril de 2007, classificando os campeões de cada conferência para as finais em Junho.

## Eventos
- O All-Star Game foi disputado no Thomas & Mack Center, Las Vegas, Nevada e a equipe do Oeste venceu o Leste por 153 a 132. [2]
- A Bola oficial da NBA ganhou um novo design em 28 de Junho de 2006.
- O Brasil teve cinco jogadores: Nenê (Denver Nuggets), Leandrinho Barbosa (Phoenix Suns), Rafael Araújo (Baby) (Utah Jazz) , Marquinhos (New Orleans Hornets) e Anderson Varejão, vice-campeão com o Cleveland Cavaliers.
- O New Orleans Hornets joga nesta temporada em Oklahoma City, devido aos problemas causados pelo Furacão Katrina, passando assim a ser chamado de New Orleans/Oklahoma City Hornets.
- O New Orleans/Oklahoma City Hornets foi o último invicto a cair no inicio da temporada regular tendo atingindo 4 vitórias seguidas até perder para o Golden State no dia 9 de Novembro.
- No dia 7 de Dezembro foi registrada a 4ª maior pontuação da história na NBA quando o Phoenix Suns derrotou o New Jersey Nets por 161 a 157 após duas prorrogações.
- No dia 1 de Janeiro de 2007 a antiga bola feita de couro volta a ser usada, substituindo o nova bola sintética.
- Em 24 de Março o ala-armador Kobe Bryant, do Los Angeles Lakers, marcou pelo menos 50 pontos pela quarta vez consecutiva  em uma partida, nas 3 anteriores ele havia feito 65, 50 e 60 pontos respectivamente.
- Kobe Bryant se tornou no dia 3 de Abril o jogador mais jovem a superar a marca de 19 mil pontos na NBA.
- Dirk Nowitzki, do Dallas Mavericks, foi eleito MVP (Jogador Mais Valioso) da temporada regular no dia 15 de Maio.
- O San Antonio conquistou o título superando o Cleveland nas finais com 4 vitórias em 4 jogos.
- O francês Tony Parker foi eleito MVP das finais e se tornou o primeiro estrangeiro à levar o prêmio.

## Regulamento
É o mesmo da temporada passada. O campeonato tem três fases distintas: a pré-temporada (não vale para efeito de classificação e serve como preparação para as equipes), a temporada regular (em que as equipes buscam vagas para a fase final) e os playoffs (série de mata-matas que decidem o título de cada conferência e o de campeão geral).
As equipes fazem 82 jogos na temporada regular - que vai de 31 de Outubro de 2006 a 18 de abril de 2007 -, enfrentando duas vezes os rivais da outra Conferência (uma em casa e outra fora), quatro vezes os adversários da mesma divisão (duas em casa e duas fora) e três ou quatro vezes as equipes da mesma Conferência.
Classificam-se para os playoffs os campeões de cada divisão, mais as cinco equipes de melhor campanha dentro da Conferência, independentemente da divisão a que pertencem.
Os campeões de divisão ficam obrigatoriamente entre os quatro primeiros. A diferença este ano é que o terceiro cabeça-de-chave dos playoffs pode ser um time sem título de divisão, mas com melhor campanha. No entanto, os times classificados em 2 e 3 não garantem a vantagem do mando de quadra na fase decisiva.
Isso porque uma equipe pode vencer sua divisão, mas ainda assim ter desempenho inferior a outro time classificado para os playoffs. Neste caso, o direito de decidir o mata-mata em casa fica com a equipe de melhor aproveitamento na primeira fase.

## Classificação Final Temporada Regular
| Conferência Leste    |                     |    |    |      |
| Divisão do Atlântico |                     |    |    |      |
| #                    | Equipe              | V  | D  | PCT  |
| 1                    | Toronto Raptors     | 47 | 35 | .573 |
| 2                    | New Jersey Nets     | 41 | 41 | .500 |
| 3                    | Philadelphia 76ers  | 35 | 47 | .427 |
| 4                    | New York Knicks     | 33 | 49 | .402 |
| 5                    | Boston Celtics      | 24 | 58 | .293 |
| Divisão Central      |                     |    |    |      |
| #                    | Equipe              | V  | D  | PCT  |
| 1                    | Detroit Pistons     | 53 | 29 | .646 |
| 2                    | Cleveland Cavaliers | 50 | 32 | .610 |
| 3                    | Chicago Bulls       | 49 | 33 | .598 |
| 4                    | Indiana Pacers      | 35 | 47 | .427 |
| 5                    | Milwaukee Bucks     | 28 | 54 | .341 |
| Divisão Sudeste      |                     |    |    |      |
| #                    | Equipe              | V  | D  | PCT  |
| 1                    | Miami Heat          | 44 | 38 | .537 |
| 2                    | Washington Wizards  | 41 | 41 | .500 |
| 3                    | Orlando Magic       | 40 | 42 | .488 |
| 4                    | Charlotte Bobcats   | 33 | 49 | .402 |
| 5                    | Atlanta Hawks       | 30 | 52 | .366 |

| Conferência Oeste   |                                   |    |    |      |
| Divisão Noroeste    |                                   |    |    |      |
| #                   | Equipe                            | V  | D  | PCT  |
| 1                   | Utah Jazz                         | 51 | 31 | .622 |
| 2                   | Denver Nuggets                    | 45 | 37 | .549 |
| 3                   | Portland Trail Blazers            | 32 | 50 | .390 |
| 4                   | Minnesota Timberwolves            | 32 | 50 | .390 |
| 5                   | Seattle SuperSonics               | 31 | 51 | .378 |
| Divisão do Pacífico |                                   |    |    |      |
| #                   | Equipe                            | V  | D  | PCT  |
| 1                   | Phoenix Suns                      | 61 | 21 | .744 |
| 2                   | Los Angeles Lakers                | 42 | 40 | .512 |
| 3                   | Golden State Warriors             | 42 | 40 | .512 |
| 4                   | Los Angeles Clippers              | 40 | 42 | .488 |
| 5                   | Sacramento Kings                  | 33 | 49 | .402 |
| Divisão Sudoeste    |                                   |    |    |      |
| #                   | Equipe                            | V  | D  | PCT  |
| 1                   | Dallas Mavericks                  | 67 | 15 | .817 |
| 2                   | San Antonio Spurs                 | 58 | 24 | .707 |
| 3                   | Houston Rockets                   | 52 | 30 | .634 |
| 4                   | New Orleans/Oklahoma City Hornets | 39 | 43 | .476 |
| 5                   | Memphis Grizzlies                 | 22 | 60 | .268 |

## NBA Playoffs
|  | Primeira Rodada | Primeira Rodada | Primeira Rodada |   |             | Semifinais da Conferência | Semifinais da Conferência | Semifinais da Conferência |  |   | Finais da Conferência | Finais da Conferência | Finais da Conferência |  |   | NBA Finais | NBA Finais | NBA Finais |
|  |                 |                 |                 |   |             |                           |                           |                           |  |   |                       |                       |                       |  |   |            |            |            |
|  | 1               | Detroit*        | 4               |   |             |                           |                           |                           |  |   |                       |                       |                       |  |   |            |            |            |
|  | 8               | Orlando         | 0               |   |             |                           |                           |                           |  |   |                       |                       |                       |  |   |            |            |            |
|  | 8               | Orlando         | 0               |   | 1           | Detroit                   | 4                         |                           |  |   |                       |                       |                       |  |   |            |            |            |
|  |                 |                 |                 |   | 1           | Detroit                   | 4                         |                           |  |   |                       |                       |                       |  |   |            |            |            |
|  |                 | 5               | Chicago         | 2 |             |                           |                           |                           |  |   |                       |                       |                       |  |   |            |            |            |
|  | 4               | 5               | Chicago         | 2 | Miami*      | 0                         |                           |                           |  |   |                       |                       |                       |  |   |            |            |            |
|  | 4               |                 |                 |   | Miami*      | 0                         |                           |                           |  |   |                       |                       |                       |  |   |            |            |            |
|  | 5               | Chicago         | 4               |   |             |                           |                           |                           |  |   |                       |                       |                       |  |   |            |            |            |
|  | 5               | Chicago         | 4               |   |             |                           |                           |                           |  | 1 | Detroit               | 2                     |                       |  |   |            |            |            |
|  |                 |                 |                 |   |             |                           |                           |                           |  | 1 | Detroit               | 2                     |                       |  |   |            |            |            |
|  |                 | 2               | Cleveland       | 4 |             |                           |                           |                           |  |   |                       |                       |                       |  |   |            |            |            |
|  | 3               | 2               | Cleveland       | 4 | Toronto*    | 2                         |                           |                           |  |   |                       |                       |                       |  |   |            |            |            |
|  | 3               |                 |                 |   | Toronto*    | 2                         |                           |                           |  |   |                       |                       |                       |  |   |            |            |            |
|  | 6               | New Jersey      | 4               |   |             |                           |                           |                           |  |   |                       |                       |                       |  |   |            |            |            |
|  | 6               | New Jersey      | 4               |   | 6           | New Jersey                | 2                         |                           |  |   |                       |                       |                       |  |   |            |            |            |
|  |                 |                 |                 |   | 6           | New Jersey                | 2                         |                           |  |   |                       |                       |                       |  |   |            |            |            |
|  |                 | 2               | Cleveland       | 4 |             |                           |                           |                           |  |   |                       |                       |                       |  |   |            |            |            |
|  | 2               | 2               | Cleveland       | 4 | Cleveland   | 4                         |                           |                           |  |   |                       |                       |                       |  |   |            |            |            |
|  | 2               |                 |                 |   | Cleveland   | 4                         |                           |                           |  |   |                       |                       |                       |  |   |            |            |            |
|  | 7               | Washington      | 0               |   |             |                           |                           |                           |  |   |                       |                       |                       |  |   |            |            |            |
|  | 7               | Washington      | 0               |   |             |                           |                           |                           |  |   |                       |                       |                       |  | 2 | Cleveland  | 0          |            |
|  |                 |                 |                 |   |             |                           |                           |                           |  |   |                       |                       |                       |  | 2 | Cleveland  | 0          |            |
|  |                 | 3               | San Antonio     | 4 |             |                           |                           |                           |  |   |                       |                       |                       |  |   |            |            |            |
|  | 1               | 3               | San Antonio     | 4 | Dallas*     | 2                         |                           |                           |  |   |                       |                       |                       |  |   |            |            |            |
|  | 1               |                 |                 |   | Dallas*     | 2                         |                           |                           |  |   |                       |                       |                       |  |   |            |            |            |
|  | 8               | Golden State    | 4               |   |             |                           |                           |                           |  |   |                       |                       |                       |  |   |            |            |            |
|  | 8               | Golden State    | 4               |   | 8           | Golden State              | 1                         |                           |  |   |                       |                       |                       |  |   |            |            |            |
|  |                 |                 |                 |   | 8           | Golden State              | 1                         |                           |  |   |                       |                       |                       |  |   |            |            |            |
|  |                 | 4               | Utah            | 4 |             |                           |                           |                           |  |   |                       |                       |                       |  |   |            |            |            |
|  | 4               | 4               | Utah            | 4 | Utah*       | 4                         |                           |                           |  |   |                       |                       |                       |  |   |            |            |            |
|  | 4               |                 |                 |   | Utah*       | 4                         |                           |                           |  |   |                       |                       |                       |  |   |            |            |            |
|  | 5               | Houston         | 3               |   |             |                           |                           |                           |  |   |                       |                       |                       |  |   |            |            |            |
|  | 5               | Houston         | 3               |   |             |                           |                           |                           |  | 4 | Utah                  | 1                     |                       |  |   |            |            |            |
|  |                 |                 |                 |   |             |                           |                           |                           |  | 4 | Utah                  | 1                     |                       |  |   |            |            |            |
|  |                 | 3               | San Antonio     | 4 |             |                           |                           |                           |  |   |                       |                       |                       |  |   |            |            |            |
|  | 3               | 3               | San Antonio     | 4 | San Antonio | 4                         |                           |                           |  |   |                       |                       |                       |  |   |            |            |            |
|  | 3               |                 |                 |   | San Antonio | 4                         |                           |                           |  |   |                       |                       |                       |  |   |            |            |            |
|  | 6               | Denver          | 1               |   |             |                           |                           |                           |  |   |                       |                       |                       |  |   |            |            |            |
|  | 6               | Denver          | 1               |   | 3           | San Antonio               | 4                         |                           |  |   |                       |                       |                       |  |   |            |            |            |
|  |                 |                 |                 |   | 3           | San Antonio               | 4                         |                           |  |   |                       |                       |                       |  |   |            |            |            |
|  |                 | 2               | Phoenix         | 2 |             |                           |                           |                           |  |   |                       |                       |                       |  |   |            |            |            |
|  | 2               | 2               | Phoenix         | 2 | Phoenix*    | 4                         |                           |                           |  |   |                       |                       |                       |  |   |            |            |            |
|  | 2               |                 |                 |   | Phoenix*    | 4                         |                           |                           |  |   |                       |                       |                       |  |   |            |            |            |
|  | 7               | L.A. Lakers     | 1               |   |             |                           |                           |                           |  |   |                       |                       |                       |  |   |            |            |            |

 *Campeões da Divisão

## Finais da NBA
| Data        |             | Resultado |             | Local       | + Pontos         | + Rebotes          | + Assistências  | Série           |
| 7 de Junho  | San Antonio | 85 - 76   | Cleveland   | San Antonio | Parker (SA) 27   | Duncan (SA) 13     | Parker (SA) 7   | SA 1-0          |
| 10 de Junho | San Antonio | 103 - 92  | Cleveland   | San Antonio | Parker (SA) 30   | Varejao (CLE) 10   | Duncan (SA) 8   | SA 2-0          |
| 12 de Junho | Cleveland   | 72 - 75   | San Antonio | Cleveland   | James (CLE) 25   | Ilgauskas (CLE) 18 | James (CLE) 7   | SA 3-0          |
| 14 de Junho | Cleveland   | 82 - 83   | San Antonio | Cleveland   | Ginobili (SA) 27 | Duncan (SA) 15     | James (CLE) 10  | SA 4-0          |
| 17 de Junho | Cleveland   | -         | San Antonio | Cleveland   | sem necessidade  | sem necessidade    | sem necessidade | sem necessidade |
| 19 de Junho | San Antonio |           | Cleveland   | San Antonio | sem necessidade  | sem necessidade    | sem necessidade | sem necessidade |
| 21 de Junho | San Antonio | -         | Cleveland   | San Antonio | sem necessidade  | sem necessidade    | sem necessidade | sem necessidade |

## Líderes de estatísticas NBA 2006-07

### Temporada Regular
| Categoria        | Jogador       | Equipe                 | Estat. |
| ---------------- | ------------- | ---------------------- | ------ |
| Pontos por jogo  | Kobe Bryant   | Los Angeles Lakers     | 31.6   |
| Rebote por jogo  | Kevin Garnett | Minnesota Timberwolves | 12.8   |
| Assist. por jogo | Steve Nash    | Phoenix Suns           | 11.6   |
| Bolas roubadas   | Ron Artest    | Sacramento Kings       | 2.14   |
| Tocos por jogo   | Marcus Camby  | Denver Nuggets         | 3.3    |